# Jungfernheide (métro de Berlin)
Jungfernheide [ˈjʊŋfɐnhaɪ̯də] est une station de la ligne 7 du métro de Berlin. Elle a été prévue pour servir de correspondance avec les lignes du Ringbahn de la gare de Berlin Jungfernheide attenante.

## Étymologie
Le couvent Sainte-Marie à Spandau (Benediktinerinnenkloster St. Marien in Spandau) a existé de 1239 à la réforme protestante du XVIe siècle. Les sœurs bénédictines qui s'y trouvaient étaient surnommées les « vieilles filles », Jungfer en allemand. Jungfernheide signifie donc « la lande des vieilles filles » du nom de la lande qui s'étendait autour du couvent à l'époque. Aujourd'hui, il existe non loin de la station le parc Jungfernheide.

## Situation, histoire et correspondance
La station de métro Jungfernheide a été conçue à l'origine comme un nœud de correspondance entre la ligne 7 et la ligne 5. Rien à voir cependant avec l'actuelle ligne 5 de l'est berlinois : il s'agissait d'une ligne de Berlin-Ouest qui n'a jamais vu le jour et qui aurait circulé de la gare de Lehrte (à l'emplacement de l'actuelle gare centrale de Berlin) à l'aéroport de Tegel. Deux quais centraux ont donc été construits sous terre l'un au-dessus de l'autre. Aujourd'hui la ligne 7 utilise le quai occidental sur deux niveaux : les rames en direction de Rudow circulent sur le quai supérieur et celle à destination de Rathaus Spandau sur le quai inférieur. Sur les deux niveaux, les quais orientaux sont donc des « quais fantômes » dont les voies se poursuivent sous le canal de Westhafen et l'autoroute 100 avant d'être interrompues.
La correspondance avec les lignes de S-Bahn du Ringbahn dans la gare surélevée de Jungfernheide n'a été effective qu'à partir de 1999, puisque le S-Bahn avait arrêté de circuler quinze jours avant l'inauguration de la station de métro le 1er octobre 1980 du fait de la grève de la Reichsbahn.
Les deux quais, ornés par des dalles en céramiques multicolores, ont été décorés par l'architecte Rainer G. Rümmler.